# Lanfains
Lanfains (bretonisch: Lanfeun) ist eine französische Gemeinde mit 1.091 Einwohnern (Stand: 1. Januar 2022) im Département Côtes-d’Armor in der Region Bretagne. Sie gehört zum Arrondissement Saint-Brieuc und zum Kanton Plélo.

## Geographie
Umgeben wird Lanfains von der Gemeinde Quintin im Norden, von Plœuc-L’Hermitage mit L’Hermitage-Lorge im Südosten, von Saint-Martin-des-Prés im Süden und von Le Vieux-Bourg im Nordwesten. Lanfains ist eine der am höchsten liegenden Gemeinden in der Bretagne.

## Bevölkerungsentwicklung
| 1962 | 1968 | 1975 | 1982 | 1990 | 1999 | 2006 | 2008 | 2016 |
| ---- | ---- | ---- | ---- | ---- | ---- | ---- | ---- | ---- |
| 999  | 978  | 894  | 796  | 828  | 868  | 961  | 987  | 1085 |